# Фалшифициране на историята
Фалшифициране или пренаписване на исто́рията е съзнателно изкривяване на историческите събития.
Авторите на исторически фалшификати могат изобщо да не се позоват на каквито и да е източници, или да се позоват на несъществуващи такива, или да изкривят тяхната информация до пълна неузнаваемост. В такива случаи може да се говори не просто до фалшифициране на историята, но и за създаване на неверни представи и фалшиви исторически митове.
На практика национализмът, расизмът, тоталитаризмът, религиозният фундаментализъм и/или военновременната пропаганда и фалшифицирането на историята са неразривно свързани, като така се създават исторически митове, които най-често се отнасят до следното: изключителната древност на определен етнос, неговите цялостна автохтонност и чистота на кръвта, неговото великото имперско минало, да подхранват определени териториални претенции, да премълчават известни чужди влияния, които са изиграли съществена роля върху неговото развитие и др. 

## Примери
Примери за фалшифициране на историята са:
- тълкуванията на Македонският въпрос в историографиите на Гърция, Кралство Югославия, Титова Югославия и Северна Македония – като в този случай става въпрос за създаване на паралелна история на основа откъсването от и противопоставянето на българското етническо пространство, към което славянските жители на областта са принадлежали с хилядолетия, преди да бъдат откъснати от него с терор и пропаганда, а в по-малка степен – и тълкуванията на съвременна Сърбия, представящи "македонската нация" като създадена с цел "десърбизация" на областта.[1];
- Сходните с македонистките гръцка и сръбска тези за съществуването на "помашка", оформена от Българомохамеданите в Родопите[2] и "шопска" нации от българите в Западните Български земи съответно.[3]
- средновековната историография на Румъния, отричаща значителните български следи в Румънските история, генофонд, език и култура, присвояваща Второто българско царство като „Влахо-Българска държава“, а Добруджанското деспотство – като средновековно „румънско“ княжество,[4] и отправяща насрещни претенции за "румънско влияние" в Българския език, а някои особено шовинистични историци - и за "румънско създаване" на Средновековна България като цяло.[5]
- обявяването от страна на гръцките националистически историци за „древни гърци“ на траките, пеласгите, троянците, лидийците, ликийците, карийците, дарданите, пеоните и илирите,[6] и обявяването на тази идеологическа основа на българите и албанците за „гърци“[7];
- Обявяването от страна на Великосръбските шовинисти за "сръбски" на редица Български обекти и събития в Западните Български земи като Рилския манастир[8], Нишкото въстание от 1841-ва, избухналото близо 160 години преди него Карпошово въстание и други.
- представянето от страна на путинистката пропаганда в Русия на войната на СССР с Хитлеристка Германия и съюзниците й като "общоевропейска агресия" срещу Русия[9];
- отричането, занижаването на мащаба и/или оправдаването от страна на путинистите и комунистите на масовите репресии и концлагерите в Съветския съюз, отнели десетки милиони човешки животи.[10]
- Набеждаването на Хитлеристка Германия за Катинското клане - масовото изтребление на пленени полски офицери и други представители на полския елит, извършено в действителност от НКВД през 1940 година.[11].
- Отричането на арменския геноцид от страна на Турция и насрещните обвинения към арменците в осъществяването от тяхна страна на "геноцид" над турците и азерите, както и на негативните последици от завоеванието на Балканите от Османската империя, максималното занижаване на жестокостите, извършени над Балканските християнски народи заедно с обвиняването им в "по-масови" "зверства" от тяхна страна над мюсюлманското население на териториите, отнети от тях постоянно или временно от Османската империя през 19 - 20 век.[12]
- Присвояването от страна на азерската историография на арменското културно-историческо наследство и отричането на автохонността на арменците в Закавказието, представяйки ги като "заселили се на азерски земи" след последната Руско-персийска война.[13][14]
- Представянето на царство България от страна на комунистите и на днешните русофили за "примитивна страна от Третия свят",[15] а на наследилата я НРБ - за "една от трийсетте най-развити страни в света".[16]